# Gustave Fougères
Gustave Fougères (24. dubna 1863 Baume-les-Dames – 7. prosince 1927 Paříž) byl francouzský archeolog, specialista na starověké Řecko.

## Životopis
Absolvoval École normale supérieure a v roce 1885 nastoupil na École française d'Athènes. Prováděl průzkumy v Thesálii a Malé Asii, Délosu (1886) a starověkém městě Mantinée. Vyučoval v Lille a Paříži a procestoval Řecko. V roce 1913 se stal ředitelem École française d'Athènes a pokračoval v započatých vykopávkách i v průzkumu nových nalezišť v Makedonii a Malé Asii. Jeho práci přerušila světová válka.
V roce 1919 vyučoval archeologii na Sorbonně.

## Publikace
- Mantinée et l'Arcadie Orientale, 1898
- Sélinonte, 1910
- Guide de la Grèce, 1911